# Himmelskirche Gensungen

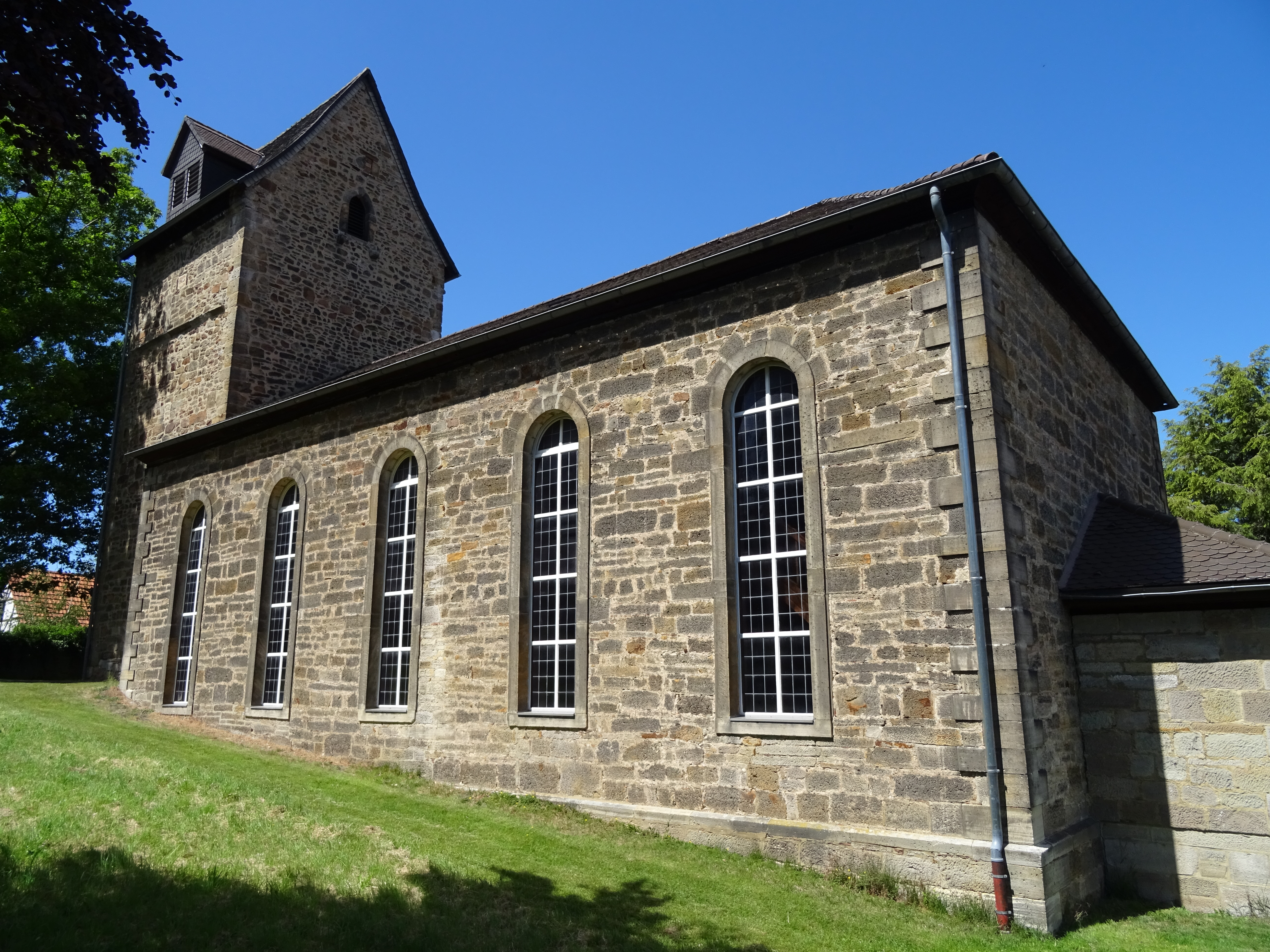
Evangelische Himmelskirche in Gensungen

Die Evangelische Himmelskirche ist ein denkmalgeschütztes Kirchengebäude im Ortsteil Gensungen von Felsberg im Schwalm-Eder-Kreis (Hessen). Die Kirchengemeinde gehört zum Kirchenkreis Schwalm-Eder im Sprengel Marburg der Evangelischen Kirche von Kurhessen-Waldeck.

## Beschreibung
An den Kirchturm einer um 1400 aus Bruchsteinen gebauten Wehrkirche wurde 1824 nach einem Entwurf vom Landbaumeister Peter Augner ein Kirchenschiff angefügt. Der Innenraum hat Emporen an drei Seiten. Die Deckenspiegel wurden in der Bauzeit mit Sonne, Mond und Stern bemalt, die in den 1990er Jahren freigelegt wurden. Daher entstand der Name „Himmelskirche“. Außerdem gibt es Glasmalereien aus dem 16. Jahrhundert. Der Kirchturm ist mit einem Satteldach bedeckt. In den zwei Dachgauben sind die Klangarkaden. Im Glockenstuhl hängen fünf Kirchenglocken, eine sechste wurde wegen Haarrissen abgenommen und steht vor der Kirche. Die Orgel mit 16 Registern, zwei Manualen und einem Pedal wurde 1862 von einem unbekannten Orgelbauer errichtet. Sie wurde 2017 von der von Hans Peter Mebold gegründeten Orgelbau Mebold restauriert.